# Stenodynerus apache
Stenodynerus apache är en stekelart som beskrevs av Richard Mitchell Bohart 1949. Stenodynerus apache ingår i släktet smalgetingar, och familjen Eumenidae. Inga underarter finns listade i Catalogue of Life.